# Heliocauta atlantica
 Heliocauta atlantica   (Litard. & Maire) Humphries, 1977 è una specie di piante angiosperme dicotiledonidella famiglia delle Asteraceae, sottofamiglia Asteroideae, tribù Anthemideae (Eurasian grade) e sottotribù Matricariinae.  Heliocauta atlantica è anche l'unica specie del genere  Heliocauta  Humphries, 1977.

## Etimologia
Il nome generico (Heliocauta) deriva da due parole greche "Helio-" ossia “ἥλιος” (hélios), che significa “sole” e "-cauta" potrebbe derivare da “καῦσις” (kausis), che significa “bruciatura” o “calore”; quindi "pianta bruciata dal sole".  L'epiteto specifico ( atlantica) fa riferimento all'areale più significativo della pianta.
Il nome scientifico della specie è stato definito dai botanici René Verriet de Litardière (1888-1957), René Charles Joseph Ernest Maire (1878-1949) e Christopher John Humphries (1947-2009) nella pubblicazione " Botaniska Notiser" ( Bot. Not. 130(2): 156) del 1977. Il nome scientifico del genere è stato definito nella stessa pubblicazione.

## Descrizione
Portamento. La specie di questa voce è erbeceo-strisciante perenne con indumento a peli basifissi.
Fusto. La parte aerea in genere è prostrata, semplice o ramosa. 
Foglie. Le foglie sono disposte lungo il fusto in modo alterno. Quelle basali formano una rosetta. La lamina è 3-pennatosetta.
Infiorescenza. Le sinflorescenze sono formate da capolini solitari. Le infiorescenze vere e proprie sono composte da un capolino terminale peduncolato di tipo discoide. I capolini sono formati da un involucro, con forme emisferiche, composto da diverse brattee, al cui interno un ricettacolo fa da base ai fiori di due tipi: fiori del raggio (qui assenti) e fiori del disco. Le brattee, piatte e a consistenza erbacea (scariose scure ai margini), sono disposte in modo più o meno embricato su 3 serie. Il ricettacolo è conico e provvisto di pagliette, da strettamente ellittiche a strettamente obovate, a protezione della base dei fiori.
Fiori.  I fiori sono tetra-ciclici (formati cioè da 4 verticilli: calice – corolla – androceo – gineceo) e pentameri (calice e corolla formati da 5 elementi). Si distinguono in:
- fiori del raggio (esterni): sono assenti;
- fiori del disco (centrali): sono numerosi con forme brevemente tubulose (attinomorfe); sono ermafroditi fertili.

- Formula fiorale:

*/x K {\displaystyle \infty }, [C (5), A (5)], G 2 (infero), achenio
- Calice: i sepali del calice sono ridotti ad una coroncina di squame.

- Corolla: (solo fiori del disco) la forma della corolla è tubulare bruscamente divaricata in 5 lobi ed è lievemente zigomorfa in quanto due lobi sono più larghi degli altri; i lobi, patenti o eretti, hanno una forma deltata o più o meno lanceolata; il colore è giallo.

- Androceo: l'androceo è formato da 5 stami (alternati ai lobi della corolla) sorretti da filamenti generalmente liberi con un collare a forma di balaustra; gli stami sono connati e formano un manicotto circondante lo stilo. Le antere possono essere sia di tipo basifissa che medifissa (ossia attaccate al filamento per la base – nel primo caso; oppure in un punto intermedio – nel secondo caso).[12] Questa caratteristica ha valore tassonomico in quanto distingue i generi gli uni dagli altri. Il tessuto endoteciale (rivestimento interno dell'antera) non è polarizzato. Il polline è sferico con un diametro medio di circa 25 micron;  è tricolporato (con tre aperture sia di tipo a fessura che tipo isodiametrica o poro) ed è echinato (con punte sporgenti).

- Gineceo: l'ovario è infero uniloculare formato da 2 carpelli. Lo stilo (il recettore del polline) è profondamente bifido (con due stigmi divergenti) e con le linee stigmatiche marginali separate o contigue. I due bracci dello stilo hanno una forma troncata e possono essere papillosi o ricoperti da ciuffi di peli.

Frutti. I frutti sono degli acheni a forma strettamente obovoide con 4 – 5 deboli coste longitudinali e 2 più evidenti (ali); in alcuni casi sono dorsoventralmente piatti. L'apice è arrotondato con una stretta coroncina. Il pericarpo non ha cellule mucillaginifere, ma l'epidermide possiede delle sacche di resina.

## Biologia
Impollinazione: l'impollinazione avviene tramite insetti (impollinazione entomogama tramite farfalle diurne e notturne).

Riproduzione: la fecondazione avviene fondamentalmente tramite l'impollinazione dei fiori (vedi sopra).

Dispersione: i semi (gli acheni) cadendo a terra sono successivamente dispersi soprattutto da insetti tipo formiche (disseminazione mirmecoria). In questo tipo di piante avviene anche un altro tipo di dispersione: zoocoria. Infatti gli uncini delle brattee dell'involucro (se presenti) si agganciano ai peli degli animali di passaggio disperdendo così anche su lunghe distanze i semi della pianta. Inoltre per merito del pappo (se presente) il vento può trasportare i semi anche a distanza di alcuni chilometri (disseminazione anemocora).

## Distribuzione e habitat
La specie di questa voce è distribuita in Marocco.

## Sistematica
La famiglia di appartenenza di questa voce (Asteraceae o Compositae, nomen conservandum) probabilmente originaria del Sud America, è la più numerosa del mondo vegetale, comprende oltre 23.000 specie distribuite su 1.535 generi, oppure 22.750 specie e 1.530 generi secondo altre fonti (una delle checklist più aggiornata elenca fino a 1.679 generi). La famiglia attualmente (2021) è divisa in 16 sottofamiglie; la sottofamiglia Asteroideae è una di queste e rappresenta l'evoluzione più recente di tutta la famiglia.

### Filogenesi
Il gruppo di questa voce è descritto nella tribù Anthemideae, una delle 21 tribù della sottofamiglia Asteroideae). In base alle ultime ricerche nella tribù sono stati individuati (provvisoriamente) 4 principali lignaggi (o cladi): "Southern hemisphere grade", "Asian-southern African grade", "Eurasian grade" e "Mediterranean clade". Il genere  Heliocauta (insieme alla sottotribù Matricariinae) è incluso nel clade Eurasian grade..
I caratteri distintivi della specie  Heliocauta atlantica sono:
- il portamento della specie è perenne;
- l'indumento consiste in peli basifissi;
- il pericarpo possiede delle sacche di resina.

Il numero cromosomico della specie è: 2n = 18.
In base all'"orologio molecolare", il  Heliocauta ha iniziato a divergere circa 2.7 milioni di anni fa.

### Sinonimi
Sono elencati alcuni sinonimi per questa entità:
- Anacyclus atlanticus Litard. & Maire
- Heliocauta atlantica var. dasyphylla  Humphries